# Hinduistische Orden

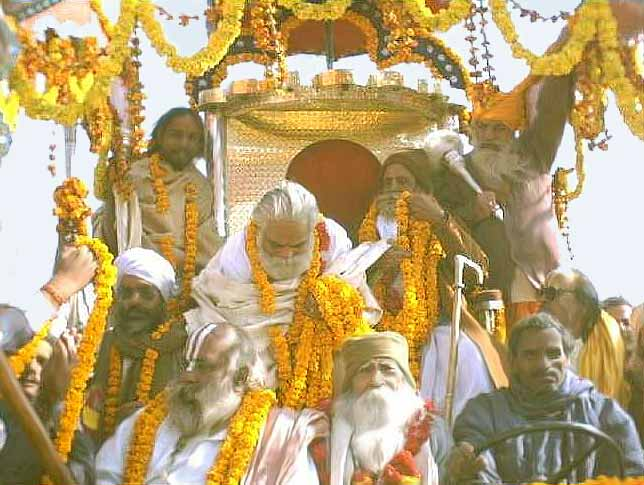
Mahants der Nirmohi Ani Akhada auf der Kumbha Mela 2001, Allahabad

Die verschiedenen religiösen Ordensgemeinschaften des Hinduismus werden üblicherweise Sampradaya, manchmal auch Pantha genannt. Ihre Mitglieder, also die Mönche und Nonnen, heißen Sadhus oder Swamis.
Die hinduistischen Orden lassen sich unterteilen gemäß den Hauptrichtungen des Hinduismus selbst: es gibt vishnuitische und shivaitische Orden, Shakti-Orden und Orden des Advaita Vedanta. Jede dieser Hauptströmungen hat zahllose Untergruppierungen, und es gibt keine oberste religiöse Instanz, der für alle dieser Gemeinschaften die letzte Autorität darstellte. Die Gemeinschaften unterscheiden sich daher mehr oder weniger stark sowohl in ihrer religiösen Praxis als auch in ihrer Philosophie bzw. den Lehrmeinungen. Es gibt zahlreiche Kennzeichen der Zugehörigkeit zu einem bestimmten Orden, so die Stirnzeichnung (Tilaka), die Art der Gebetskette (Mala) und z. T. bestimmte Zeichnungen des Oberkörpers. Jede Gruppierung hat eine bestimmte Farbe des Mönchsgewandes, besondere religiöse Symbole, die der Mönch mit sich trägt, sowie eigene Grußformeln. Außerdem gibt es besondere religiöse Verhaltensregeln, denen der Mönch zu folgen hat.

## Vishnuitische Orden
Bei den Vaishnava gibt es 19 orthodoxe Untergruppen und 33 reformierte Orden; außerdem drei Anis der kriegerischen Naga Sadhus, die monastischen 'Gymnasien', den sogenannten Akhadas, angehören. Diese sollen die anderen Orden und die Glaubensgemeinschaft schützen. Es gibt 36 Tilakas bei den Vaishnava Sadhus und 14 weitere Körpermarkierungen.

### Orthodoxe Gruppen
- Ramanuji (auch Shri) Sampradaya

gegründet von Ramanuja im 11. Jhd.; Philosophie: Vishishtadvaita, Mantra: das Ashtaksharamantra Om namo narayana; Untergruppen: Bagdal (glauben an individuelle Bemühung) und Tengal (glauben an göttliche Gnade).
- Nimbarki (auch Namavat) Sampradaya

gegründet von Nimbarka; Philosophie: Dvaitadvaita, Tilaka: 2 weiße vertikale. Linien, schwarzer Punkt in Mitte.
- Brahma Madhva Gaudiya Sampradaya

gegründet von Chaitanya Mahaprabhu baut auf die Brahma Madhva Sampradaya auf, 15. Jhd., Hauptgottheit: Alle 10 Avataras, jedoch hauptsächlich Krishna.
- Brahma Madhva Sampradaya

begründet sich auf der Philosophie Madhvas, Dvaita Vedanta; werden auch Sad-Vaishnavas genannt.
- Vallabhacari Sampradaya

gegründet von Vallabha, Philosophie des Shuddhadvaita (reiner Monismus); höchste Gottheit: Krishna; Mantra: Shri Krishna Sharanam Mama (Sanskrit: Shri Krishna meine Zuflucht); wichtig sind Aufführungen von Krishnas Leben (Krishna Lilas)
- Ramanandi (auch Vairagi oder Avadhuta) Sampradaya

größte Untergruppe der Vaishnavas; gegründet von Ramanadi im 13. Jhd.; öffnete den Vaishnavismus allen Hindus, ließ auch Nicht-Hindus zu, kehrte sich von Sanskrit ab, und kritisierte das Kastensystem. Schutzgottheit ist Rama
- Udasi Sampradaya

gegründet von Shri Chanda, Sohn des Reformators Guru Nanak, fünf bevorzugte Gottheiten, Heilige Schrift Adi Grantha

### Reformierte Gruppen
Es gibt 12 reformierte Gruppen, von denen die meisten vom 18. Jhd. an gegründet wurden und oft lokal starken Einfluss haben. Einige von ihnen haben außergewöhnliche Praktiken.
- Sakhi Sampradaya

Die Sadhus dieser Gruppe kleiden und verhalten sich wie Frauen. Sie fühlen sich wie Sakhis, weibliche Gesellinnen von Radha, der Geliebten Krishnas. Das Paramatman (vgl. Atman), Krishna, wird als die einzige männliche Seele angesehen, alle menschlichen Seelen sind daher weiblich. Durch ihre Bhava, spirituelle Stimmung, versuchen sie die Liebe der Gopis zu Krishna zu antizipieren.
- Mahanubhoa Pantha

lehnen die typisch hinduistische Bilderverehrung ab und praktizieren schamanistische tantrische Rituale.
- Harshachandi Pantha

setzen sich hauptsächlich aus der Doma Kaste, den Straßenfegern, zusammen und üben diesen Beruf auch weiter als Sadhu aus. Verehren außer Vishnu auch den mittelalterlichen Hindu-König Harshachandra
- Kabira Pantha

gegründet von Kabir, einem brillanten hinduistischen Poeten; verurteilt Kasten, Aberglauben und Rituale.

### Vaishnava Akhadas
Die Naga Sadhu-Brigaden wurden zwischen 1650 und 1700 n. Chr. gegründet, um den Glauben sowohl der Vaishnavas gegenüber den Shaiva als auch den moslemischen Armeen zu verteidigen. Sie sind in Kompanien (Anis) und Gymnasien (Akhadas) unterteilt. Sie gehören unter den heiligen Männern Indiens zu den meistverehrten. Initiation (Diksha) wird nur während Kumbh Melas gegeben. Vaishnava Nagas beginnen als Novizen, die als Yatri (Reisende) bezeichnet werden. Die Naga Babas sind bekannt für ihre Nacktheit, die sie nicht immer beibehalten, jedoch bei heiligen offiziellen Anlässen demonstrieren.
- Anis
  - Digambara Ani
  - Nirmohi Ani
  - Nirvani Ani
- Akhadas
  - Digambara Akhada
    - Rama Digambara Akhada
    - Shyama Digambara Akhada

  - Nirmohi Akhada
  - Nirvani Akhada
  - Niralambi Akhada
  - Santoshi Akhada
  - Maha Nirvani Akhada
  - Khaki Akhada

## Shivaitische Orden

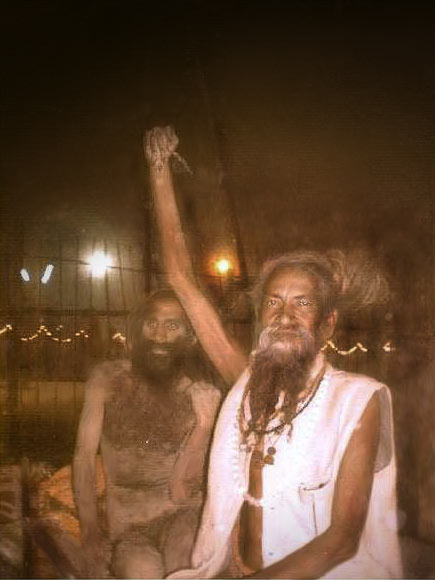
Eine Form besonders strenger Askese(Tapasya): Baba Amar Barati der Juna Akhada, erhebt seit 49 Jahren den Arm (seit 1973)

Innerhalb der Shaiva gibt es 8 »orthodoxe« Untergruppen und zwei Haupt- und reformierte Gruppen. Shaivas haben 24 verschiedene Tilakas und tragen 11 verschiedene Symbole als Gegenstände mit sich. Ältere Gruppierungen sind die Pashupatas, die Dualisten sind, und die Kapalikas.

### Orthodoxe Shaiva-Orden
- Gorakha Nath Pantha (auch Nath Pantha)

Der Namensgeber des Ordens ist Gorakshnath (auch Goraksha oder Gorakshanat), ein Zeitgenosse Kabirs, über den wenig bekannt ist. Gorakhnath reorganisierte den Orden und unterteilte ihn in 12 Untergruppen. Nach ihm ist eine Stadt in Nordindien benannt, Gorakhpur, die gleichzeitig Hauptsitz des Ordens ist. Gorakhnath ist der dritte Guru der Gruppe. Als erster Guru gilt Adi Nath, d. h. Shiva selbst. Matsyendra Nath, Gorakhnaths Guru, ein Tantriker, ist der zweite Guru. Sowohl Matsyendranath als auch Goraknath gelten der Gruppe als Avatare Shivas. Die Hauptlehren der Gruppe sind das Gorakha Vani und das Hatha Yoga Pradipika. Die Gruppe vereint Yoga und die Anwendung tantrischer Mantren, um zu Gott Shiva zu kommen. Bei der Einweihung wird dem Novizen ein fingerdickes Loch durch die Ohrläppchen gestochen, in dem später ein Ring getragen wird. Deshalb heißt der Orden auch Kanapatha Pantha, d. h. Orden mit den gepiercten Ohren. Ein weiteres Erkennungsmerkmal ist die kleine Nadi-Pfeife, die jeder Nath Sadhu um den Hals trägt, die den kosmischen Klang (Nada) symbolisiert. Meditation auf den inneren Klang ist ein wichtiger Bestandteil der Nath-Praxis. Der Nath Pantha gehört auch ein Frauenorden an, der jedoch in getrennten Klöstern lebt. Zu den vielen Untergruppen zählen auch die Aghoris (siehe unten), tantrische Pandits (Gelehrte) und Siddhas, d. h. solche, die angeblich übernatürliche yogische Kräfte besitzen. Naths verabscheuen Bilderverehrung und nehmen auch Moslems in den Orden auf.
- Aghori Pantha (auch Aughara Pantha)

Aghora ist ein Name Shivas und heißt „Nichtschrecklich“. Er wurde von Brahma Giri, einem Schüler Gorakhnaths, begründet. Aghoras sind berüchtigt dafür, an Verbrennungsplätzen zu leben und gesellschaftliche Tabus zu brechen. So essen sie gelegentlich Exkremente und das menschliche Fleisch verbrannter Leichen. Sie sind bekannt für ihre strenge Askese. Dadurch ist ihre Zahl sehr gering. Sie suchen meist die Einsamkeit des Verbrennungsplatzes, um ihre yogischen Übungen ungestört ausführen zu können. So ist die Bettelschale des Aghoris ein menschlicher Schädel. Bereits der chinesische Reisende Xuanzang berichtete im 7. Jahrhundert von aschebeschmierten Asketen, die einen Rosenkranz (Mala) aus Totenköpfen trugen.
- Lingayata Sampradaya
- Karalingi Sampradaya
- Ganapathi Pantha
- Kapalika Pantha
- Kina Rama Pantha

Eine Untergruppierung der Aghora Pantha, die im 18. Jhd. von Baba Kina Rama gegründet wurde, ist die Kina Rama Aghori Pantha. Sie erlaubt auch Haushältern die Mitgliedschaft. Wie bei der Aghora Pantha sind die Mitglieder nicht sehr zahlreich. Ihre Praktiken werden geheim gehalten.

### Reformierte Shaiva-Orden
- Shivoham Pantha
- Sata Sain Pantha

## Advaita-Orden

### Dashanami Sampradaya
Der Dashanami Sampradaya (wörtl. die Traditionslinie der 10 Namen) wurde im 8. Jh. von dem großen Philosophen und Gelehrten Shankara gegründet. Er ging aus dem Versuch hervor, den Hinduismus und das hinduistische Ordensleben zu reorganisieren und – vor allem gegenüber dem Buddhismus – erstarken zu lassen. Der Dashanami Sampradaya fußt auf dem von Shankara vertretenen Advaita-Vedanta, einer mystischen Alleinheits-Philosophie oder, technischer gesprochen, einem monistischen Idealismus.
Von etlichen Autoren wird der Dashanami Sampradaya allerdings als shivaitischer Orden gesehen, da Shankara einer shivaitischen Familie entstammte und viele Richtungen des Hatha Yoga, einer Yoga-Tradition mit starker Basis im Dashanami Sampradaya, ihre Wurzeln im Shivaismus hätten.
Tatsächlich ist die Affinität zum Shivaismus in der religiösen Praxis manchmal ausgeprägter als die zum Vishnuismus. Bei einer Kumbh Mela halten sich die Mitglieder des Dashanami Sampradaya z. B. für gewöhnlich im Camp der Shivaiten auf, getrennt von den Vaishnavas. Oftmals gilt die Verehrung Ishvara (Herr), eine Bezeichnung für Shiva; jedoch kann der Begriff Ishvara auch für Vishnu oder Brahman verwendet werden.
Es darf aber nicht übersehen werden, dass Shankara nicht nur den Advaita-Vedanta als übergreifende Philosophie des Hinduismus ausformulierte, sondern auch in der religiösen Praxis den Akzent auf das gleichberechtigte Nebeneinander der verschiedenen hinduistischen Richtungen legte. So schreibt ihm die Tradition beispielsweise die Panchayatana-Puja zu, die die gleichberechtigte Verehrung von fünf Hauptgottheiten (Shiva, Vishnu, Durga, Ganesha, Surya) beinhaltet. Auch die spirituellen Namen der Angehörigen können Bezug zu den verschiedensten Gottheiten oder idealen Kräften haben. Dashanami-Mönche werden in drei Kategorien eingeteilt: daṇḍīs, nāgās und paramahaṃsas. Diese unterscheiden sich durch ihre rituelle Initiation, ihre religiöse Ausrichtung und ihr unterschiedliches Auftreten, z. B. tragen die daṇḍīs einen Stock bei sich und die nāgās sind zu bestimmten Anlässen unbekleidet.
Alle Dashanami-Orden führen ihre Tradition auf eines von vier »Häusern« zurück. Dies sind die vier Stammklöster, die von direkten Schülern Shankaras gegründet wurden, deren jeder, so will es die Tradition, in eine andere Himmelsrichtung ausgesandt wurde. Es sind dies:
- Jyotirmath (Norden)
- Puri (Osten)
- Sringeri (Süden), und
- Dwaraka (Westen)

Ferner gehören alle Angehörigen, zumindest rein nominell, einem der 10 »Namen« an; diese sind:
- Giri (Berg)
- Puri (Stadt)
- Bharati (Gottheit des Lernens)
- Vana (Holz)
- Aranya (Wald)
- Parvata (Gebirge)
- Sagara (Meer)
- Tirtha (Pilgerort, Furt)
- Ashrama (Einsiedelei)
- Sarasvati (Gottheit des Wissens, vgl. Sarasvati)

Davon werden traditionell Saraswati, Puri und Bharati mit der Sringeri-Tradition assoziiert, Tirtha und Ashrama mit Dwaraka, Giri, Parvata und Sagara mit Jyotirmath, und Vana und Aranya mit Puri, doch ist diese Assoziation, wie gesagt, nur eine rein nominelle, und geht vermutlich auf Shankaras Versuch zurück, bestehende Gruppen in seinen neuen Orden zu integrieren.
Zahlreiche moderne Organisationen, die auch häufig im Westen aktiv sind, gehören verschiedenen Traditionslinien innerhalb dieser großen Gruppe des Dashanami Sampradaya an: so etwa die Ramakrishna-Mission (gegründet von Swami Vivekananda), der Self-Realization Fellowship (gegr. von Paramahamsa Yogananda), die Divine Life Society (gegr. von Swami Sivananda), die Sivananda Yoga Vedanta Zentren (gegr. von dessen Schüler Swami Vishnudevananda), die Chinmaya Mission (gegr. v. Swami Chinmayananda) und die Transzendentale Meditation (Swami Brahmananda Saraswati).

#### Dashanami Akhadas
Diese Naga Sadhus (von Naga = Schlange) standen an der Frontlinie des indischen Widerstands gegen die verschiedenen islamischen Invasoren im Mittelalter. Besonders die Juna Akhada war auch in viele Kämpfe gegen die Engländer während deren 200-jähriger Kolonialherrschaft verstrickt. Sie kämpften auch an der Seite Shivajis gegen den Mogulherrscher Aurangzeb. Die Naga Babas der shivaitischen Tradition dürfen Ganj (Haschisch) rauchen und leiten dies aus Shivas Trinken des Halhal her, des Giftes, das beim Quirlen des Milchozeans am Anfang der Schöpfung entstand, und so die Vergiftung des Universums verhinderte. Das Rauchen gilt als der Meditation förderlich, wenn es in spiritueller Absicht geschieht und das Material sehr rein ist. So hilft es dem Sadhu, einen inneren Abstand von der Welt zu gewinnen. Die Vaishnavas lehnen eine solche Praxis jedoch strikt ab, da sie als unrein gilt. Es hilft sicherlich einigen Sadhus auch bei schweren asketischen Übungen, wie permanentes Stehen (mit Stütze, meist eine Art Schaukel, die an einem Baum befestigt ist), oder das Hochhalten eines Arms, was meist über einen Zeitraum von 12 Jahren aufrechterhalten wird. Auch diese asketischen Übungen, die man auf Kumbh Melas beobachten kann, dienen dazu, die physische Bindung zu überwinden. Oft werden hier Gelübde erfüllt, um sich von Sünden zu befreien. Nicht alle Orden befürworten jedoch solche Praktiken. Vaishnava-Orden empfehlen in der Regel devotionale Praktiken wie Japa, das Wiederholen eines Mantras, Shaiva-Orden legen zusätzlich Wert auf Yogaübungen. Naga Sadhus des Dashanami-Ordens sind meist nackt oder nur mit einem Lendentuch bekleidet, ihre Haut mit heiliger Asche beschmiert, und dies verleiht ihnen ein archaisches Aussehen.
- Maha Nirvani Akhada

gegründet 852 n. Chr. unter der Schirmherrschaft des Gelehrten Vaidyanath. Als inspirierender Guru gilt der Weise Kapila Muni. Sie ist eine der ältesten Akhadas, und ihre gehören 3000 bis 4000 Naga Sadhus an. Der Hauptsitz ist in Prayagraj.
- Niranjani Akhada

gegründet 912 n. Chr. ist ihre inspirierende Gottheit Kartikeya, der Sohn Shivas. Der Hauptsitz ist in Prayagraj.
- Juna Akhada

wird auch Bhairon Akhada genannt, gegründet 1113 n. Chr. Die Hauptgottheit ist Dattatreya, der als Inkarnation Rudras gilt. Ihre Hauptschrift ist die Avadhuta Gita, die dem Gott Dattatreya zugeschrieben wird. Die Juna Akhada hat die weitaus größte Zahl an Naga Sadhus. Eine Besonderheit ist, dass es ca. 1000 Avadhunis (weibliche Asketen) gibt. Nach indischen Zeitungsberichten gehören der Juna Akhada auch ca. 200 westliche Naga Sadhus an. Der Hauptsitz ist in Benares.
- Akhada Atala

gegründet 750 n. Chr., ist sie eine der ältesten Akhadas. Die Hauptgottheit ist Ganesha, der Sohn Sivas. Ihr gehören nur ca. 1000 Naga Sadhus an, sie ist jedoch mit der Nirvani Akhada verbunden, die eine der größten ist. Der Hauptsitz ist in Benares.
- Avahan Akhada

gegründet 650 n. Chr. Sie ist mit der Juna Akhada verbunden. Ihre Hauptgottheit ist Dattatreya Gajanan (eine Form Ganeshas). Der Hauptsitz ist in Benares.
- Anand Akhada

gegründet 959 n. Chr., ihre Hauptgottheit ist Surya, der Sonnengott. Die Akhada ist der Niranjani Akhada angeschlossen.
- Nirvani Akhada

ist zusammen mit der Niranjani Akhada die mit dem größten Grundbesitz. Nur ältere Sannyasins, die bereits vorhergehende Einweisungen durch einen Guru erhalten haben, können sich diesen beiden Akhadas anschließen.

## Shakti-Orden
- Dakshinachari
- Vamachari
- Kaulika